# Mi amigo el vagabundo
Mi amigo el vagabundo es una película dramática española estrenada el 1 de agosto de 1984, dirigida por Paul Naschy y protagonizada por José Luis López Vázquez y Sergio Molina.

## Sinopsis
Nazario es un viejo vagabundo que canta y toca la guitarra por las calles y el metro de Madrid, para su subsistencia y la de Sergio, un chaval huérfano de ocho años, al que acogió por caridad y al que quiere mucho. Un día un matrimonio adinerado se cruza con ellos, se encapricha del niño y le pide a Nazario si hay posibilidad de  adoptarlo. Después de pensarlo mucho, Nazario se sacrifica y accede a la petición de la familia. El niño no tiene las estrecheces económicas de antes, pero no es feliz en su nuevo hogar ya que echa de menos la libertad de la calle y el cariño de Nazario. Un día una banda de delincuentes secuestra a Sergio para pedir rescate para su liberación. Enterado Nazario de ello, aunque en principio se ha sospechado de él, interviene valientemente en su rescate siendo herido de gravedad. Tras su liberación, la familia adoptiva de Sergio le ofrece a Nazario un empleo de mayordomo para que pueda vivir holgadamente y en contacto con el niño.

## Reparto
- José Luis López Vázquez como Nazario Valiente 'El Duque'.
- Sergio Molina como Sergio.
- José Bódalo como Esopo.
- Julia Saly como Irene.
- Gracita Morales como Pija.
- Alejandra Grepi como Pija.
- Florinda Chico como Ana.
- Paul Naschy como Enrique.
- Yolanda Farr como Fraulein.
- Manuel Zarzo como Comisario.
- Alberto Fernández como Juanjo.
- José Segura como Charlie.
- Pep Corominas como El Punk.
- Beatriz Elorrieta como Sole.
- David Rocha como El Flaco.
- Francisco Nieto como El Rata.
- Tony Valento como	Rufino.
- Ernesto Vañes como	Mexicano 1.
- José Riesgo como Mexicano 2.
- Mauro Rivera como Inspector.
- María Mareo